# Island i olympiska vinterspelen 2010

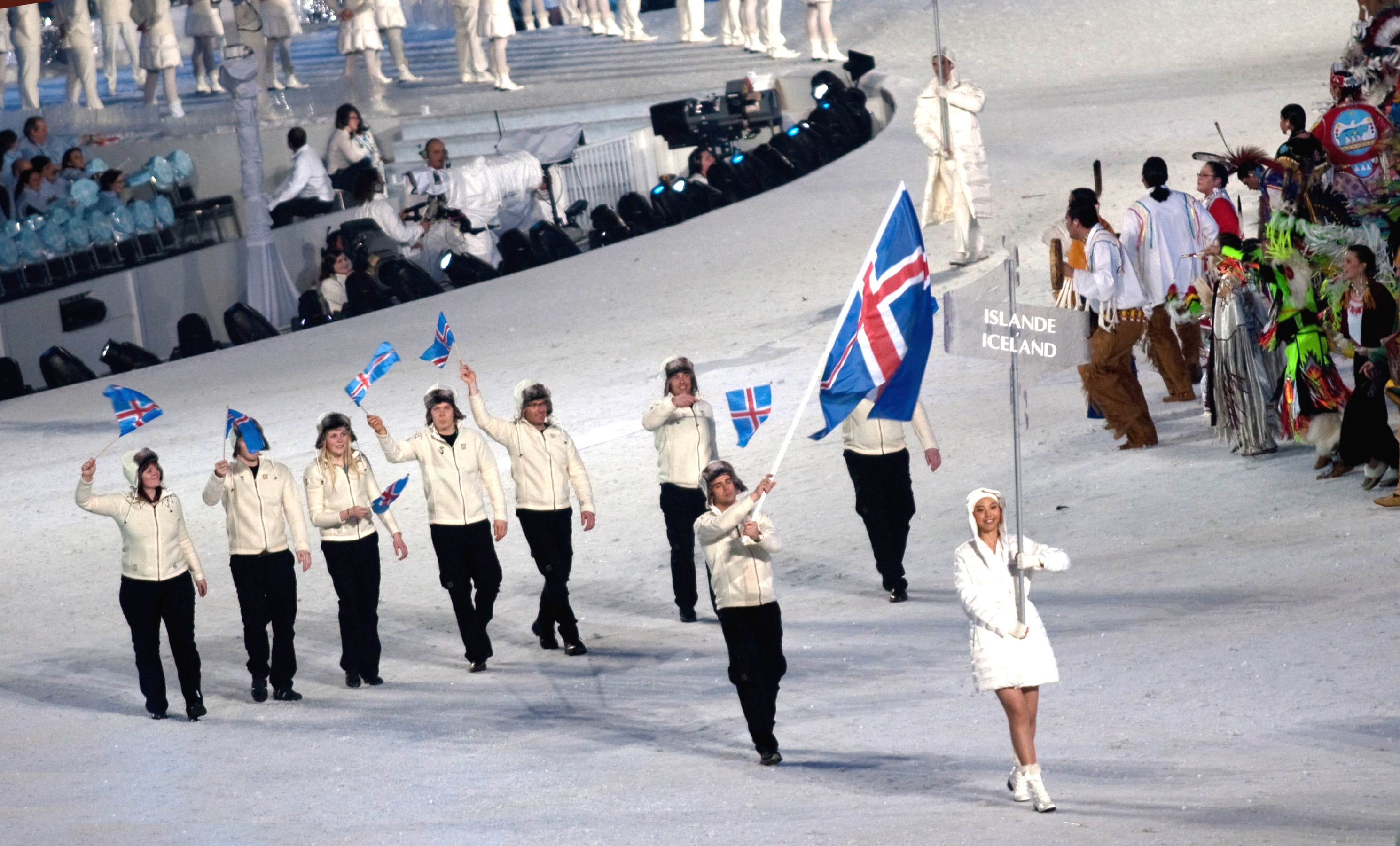
Island tågar in under invigningen.

Island deltog i olympiska vinterspelen 2010 med fyra aktiva, varav tre män och en kvinna.

## Alpin skidåkning
- Björgvin Björgvinsson
- Stefan Jon Sigurgeirsson
- Arni Thorvaldsson
- Iris Guðmundsdóttir